# Kościół św. Piotra w Boltonie
Kościół św. Piotra (ang. St Peter's Church) – świątynia Kościoła Anglii znajdująca się w brytyjskim mieście Bolton.

## Historia
Kościół w tym miejscu stał już w XI wieku, obsługiwany był przez mnichów z opactwa Maresay. Na jego miejscu około 1420 wzniesiono większą świątynię. Budynek rozebrano po nabożeństwie 8 kwietnia 1866 z powodu złego stanu technicznego. 27 kwietnia 1867 biskup Manchesteru James Prince Lee wmurował kamień węgielny pod budowę nowego kościoła, 29 czerwca 1871 konsekrowano ukończoną budowlę. 26 kwietnia 1974 wpisany do rejestru zabytków.

## Architektura i wyposażenie
Kościół został wzniesiony z kamienia z Longridge, w stylu neogotyckim, na podstawie projektu Edwarda Grahama Paleya. Jest długi na 47,5 m, szeroki na 20,5 m. Sklepienia znajdują się na wysokości 25 m, a wieża jest wysoka na 55 metrów.
Pierwsze organy w świątyni zainstalowano w 1795, wykonał je Samuel Green z Londynu. W 1852 zostały rozbudowane przez zakład Gray and Davison. Po ukończeniu budowy nowego kościoła przedsiębiorstwo William Hill & Son wykonało nowy instrument z użyciem piszczałek ze starych organów. Instrument kilkukrotnie remontowano, jeden z remontów miał miejsce na przełomie 2008 i 2009 roku.
Na wieży zawieszonych jest 13 dzwonów, osiem z nich pochodzi ze zlikwidowanego kościoła Zbawiciela w Deane, zawieszono je w 1974 roku wraz z pięcioma nowymi instrumentami, wykonanymi z materiału z siedmiu starych dzwonów. Dzwonią w niedziele, nawołując na nabożeństwo, od godziny 10:15 do 11:00.

## Galeria

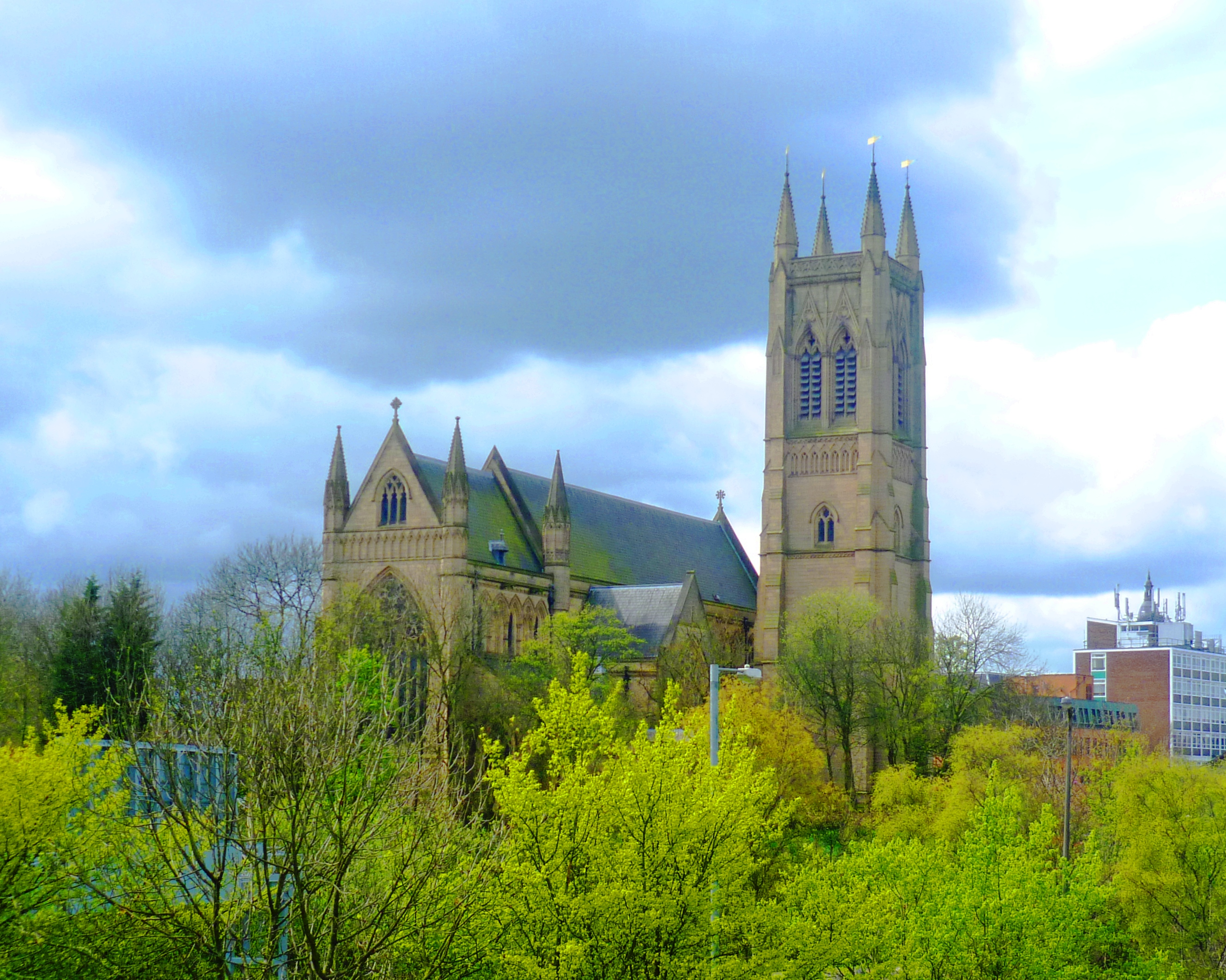
Widok z północnego wschodu
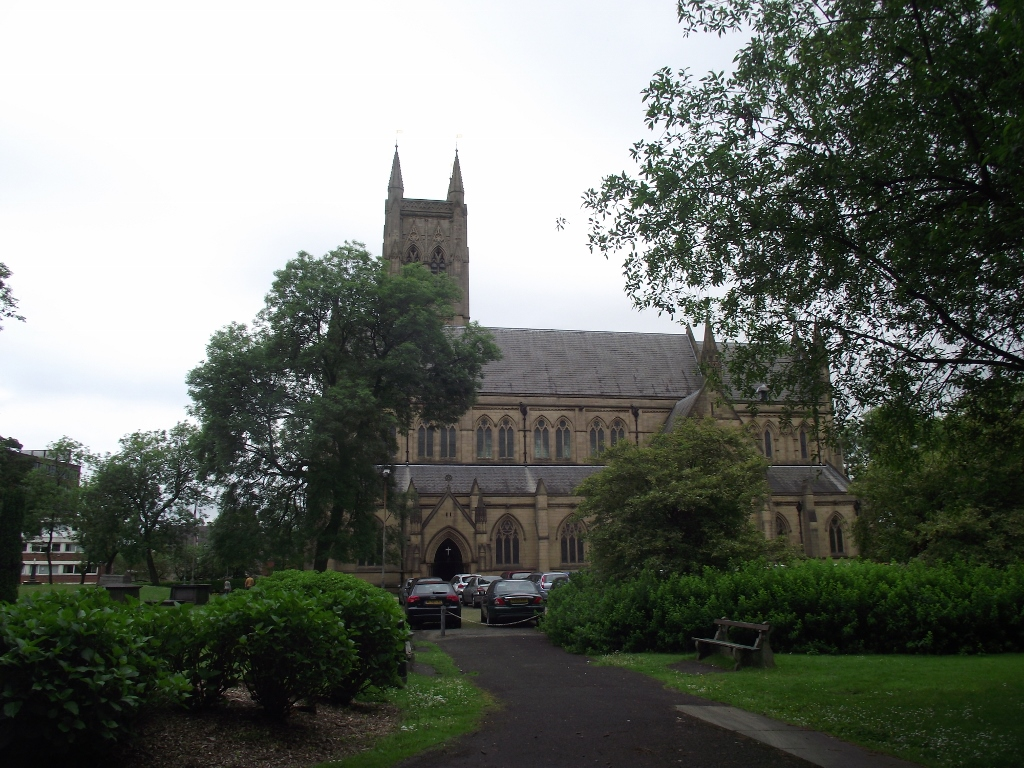
Widok z południa
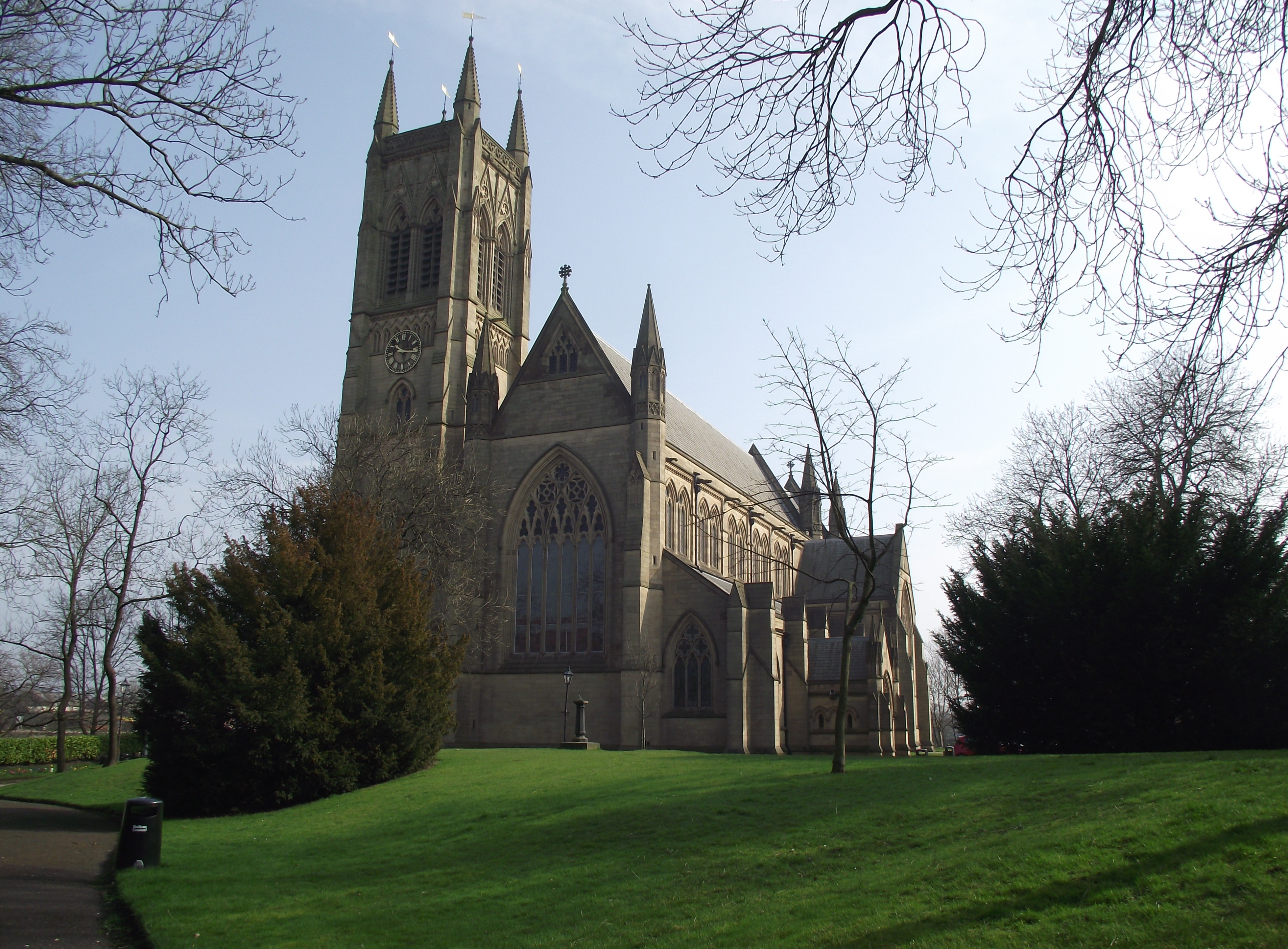
Widok z południowego zachodu
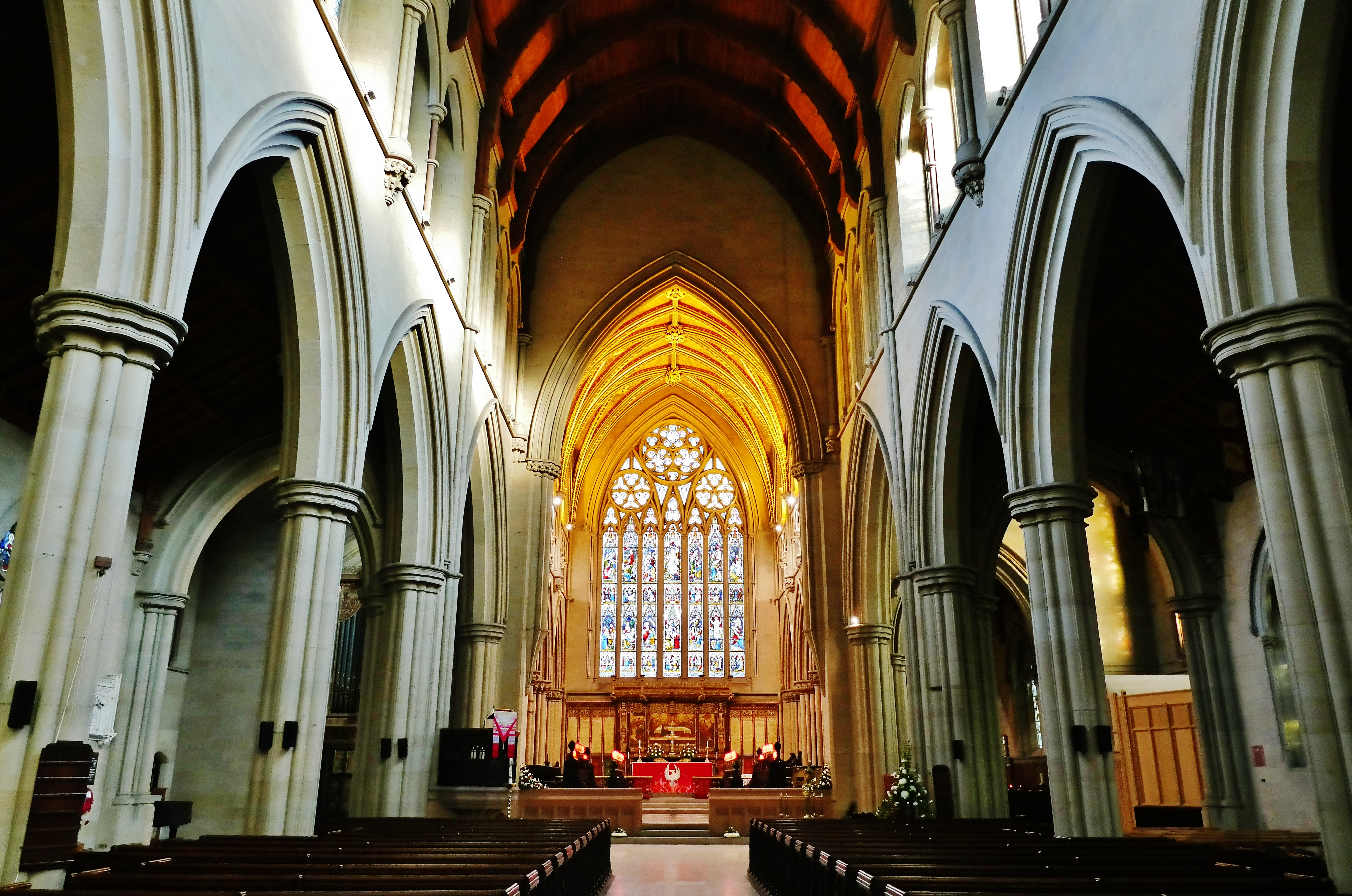
Wnętrze
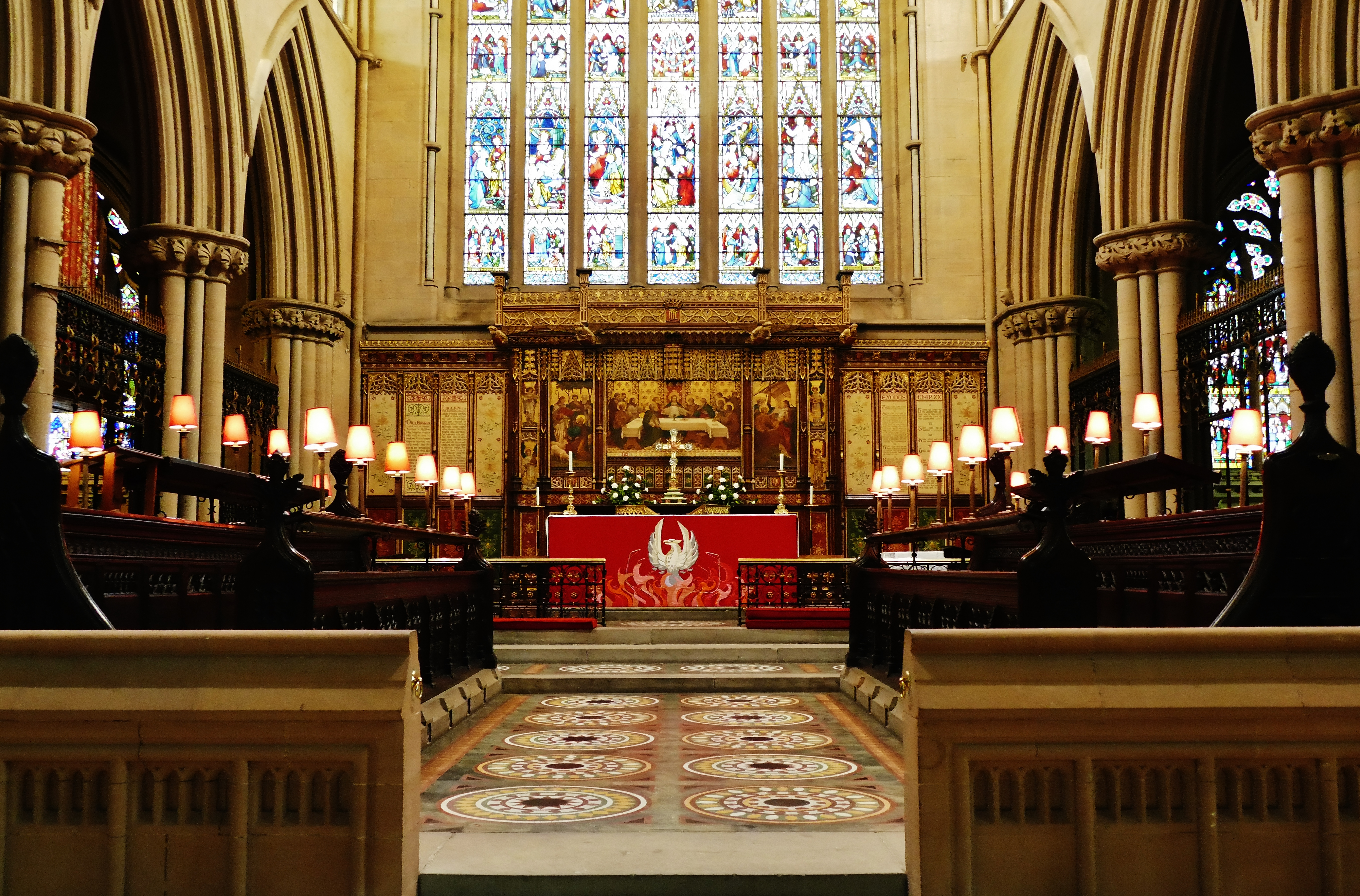
Prezbiterium
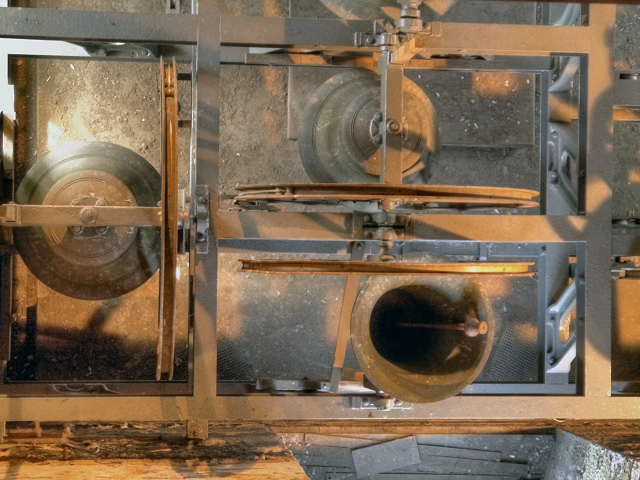
Dzwony